# 安娜玛丽·布赫纳
安娜玛丽·布赫纳（德語：Annemarie Buchner，1924年2月16日—2014年11月9日），德国女子高山滑雪运动员。她曾代表西德参加1952年和1956年冬季奥林匹克运动会高山滑雪比赛，获得一枚银牌和二枚铜牌。